# Champion (Nebraska)
Champion – jednostka osadnicza w Stanach Zjednoczonych, w stanie Nebraska, w hrabstwie Chase.